# Andreas von Arnauld
Andreas von Arnauld de la Perrière (* 17. Oktober 1970 in Hamburg) ist ein deutscher Rechtswissenschaftler und Hochschullehrer.

## Leben
Andreas von Arnauld studierte nach seinem Abitur im Jahr 1989 mit einem Stipendium der Studienstiftung des deutschen Volkes in Bonn und Hamburg Rechtswissenschaften. Sein Studium beendete er 1994 mit dem 1. Staatsexamen. Nach Promotion (Universität Hamburg, 1998) und Referendariat (2. Staatsexamen 1999, OLG Hamburg) habilitierte er sich 2005 an der Freien Universität Berlin mit einer Schrift zum Thema „Rechtssicherheit. Perspektivische Annäherungen an eine idée directrice des Rechts“.
Nach Lehrstuhlvertretungen an der Freien Universität Berlin (2005/2006) und der Helmut-Schmidt-Universität in Hamburg (2006/2007) übernahm er am 13. Februar 2007 die Professur für Öffentliches Recht, insbesondere Völkerrecht und Europarecht, an der Helmut-Schmidt-Universität. Zum 1. April 2012 berief ihn die Westfälische Wilhelms-Universität Münster auf ihren Lehrstuhl für Öffentliches Recht, insbesondere Völker- und Europarecht. Seit dem 1. Oktober 2013 ist er Inhaber des Lehrstuhls für Öffentliches Recht, insbesondere Völker- und Europarecht, am Walther-Schücking-Institut für internationales Recht der Christian-Albrechts-Universität zu Kiel.
Von Arnauld ist Mitherausgeber der Zeitschrift Die Friedens-Warte.
Gemeinsam mit Ulrich Hufeld vertrat er 2012 die Bundestagsfraktion von Bündnis 90/Die Grünen in dem erfolgreichen Organstreitverfahren gegen die Bundesregierung wegen Verletzung der Informationspflichten hinsichtlich des Europäischen Stabilitätsmechanismus (ESM).

## Veröffentlichungen (Auswahl)
- Die Freiheitsrechte und ihre Schranken. Nomos, Baden-Baden 1999, ISBN 3-7890-5999-4 (= Dissertation Universität Hamburg).
- Staatsrecht (Stud jur. Grundlagenwissen). Nomos, Baden-Baden 2001, ISBN 3-7890-7158-7.
- (mit Sigrid Boysen): Staatsrecht (Stud jur. Examenstraining). Nomos, Baden-Baden 2001, ISBN 3-7890-7365-2.
- Völkerrecht. Klausurfälle und Lösungen. Mohr Siebeck, Tübingen 2005, ISBN 3-16-148578-5.
- Rechtssicherheit. Perspektivische Annäherungen an eine "idée directrice" des Rechts (= Jus publicum, Bd. 148). Mohr Siebeck, Tübingen 2006, ISBN 3-16-148870-9 (= Habilitationsschrift Freie Universität Berlin).
- Völkerrecht. C. F. Müller, Heidelberg 2012, ISBN 978-3-8114-9761-0 (5. Aufl. 2023, ISBN 978-3-8114-5837-6).
- (mit Christian Klein): Weil Bücher unsere Welt verändern. Vom Nibelungenlied bis Harry Potter. wbg Theiss, Darmstadt 2019, ISBN 978-3-8062-3766-5.
- Klausurenkurs im Völkerrecht. Ein Fall- und Repetitionsbuch für den Schwerpunktbereich. 4. Aufl.  C. F. Müller, Heidelberg 2023, ISBN 978-3-8114-5842-0.